# Beatrice Cori
Beatrice Cori, all'anagrafe Beatrice Cagnoni (Osimo, 20 marzo 1943 – Roma, 8 febbraio 2000), è stata un'annunciatrice televisiva e modella italiana, attiva per la Rai dal 1977 al 1999.

## Biografia
Prima di approdare in televisione era stata fisarmonicista dilettante, insegnante di educazione fisica e modella pubblicitaria.
Iniziò a lavorare in Rai nel 1973, conducendo sul Programma Nazionale e sul Secondo Programma (le attuali Rai 1 e Rai 2) la rubrica Prossimamente - Programmi per sette sere. Il 4 gennaio 1977 fu assunta in Rai, oltre che come "signorina buonasera" negli studi di Roma, anche per collaborare a diverse trasmissioni, tra cui Cronache italiane, Sereno variabile e Bella Italia.
Eletta Miss Abruzzo 1978, pur avendo avuto più volte l'occasione di lavorare come attrice e presentatrice, per sua scelta si dedicò esclusivamente al ruolo di annunciatrice televisiva.
Nel 1980 ebbe una breve esperienza di cantante, incidendo il 45 giri La Piccola Lulù/Lulù Boy Scout per la WEA Italiana, dedicato al lungometraggio animato dall'omonimo anime giapponese; nello stesso anno prese parte all'Eurovision Song Contest (all'epoca noto come Eurofestival), svoltosi nei Paesi Bassi a L'Aia, come introduttrice di Alan Sorrenti, rappresentante dell'Italia a quell'edizione della kermesse canora europea.
Alta, formosa e molto fotogenica, con un timbro di voce delicato e ammiccante, dotata di particolare sex appeal, Beatrice Cori fu ritenuta da tutti, negli anni ottanta e novanta, l'annunciatrice vamp per eccellenza, ruolo che in precedenza era stato attribuito a Mariolina Cannuli.
È rimasto particolarmente famoso un suo annuncio di una partita di calcio del Mondiale Italia '90, nel quale apparve con un ampio e prorompente décolleté, abbinato a un vestito dalle vistose trasparenze, che le costò una multa e l'allontanamento dal video per qualche giorno. Anche prima di tale episodio era stata oggetto di richiamo da parte della Rai per aver adottato, nei suoi annunci, delle mises particolarmente audaci e/o eccentriche (una volta indossò un abito con un papillon di grandi dimensioni, un'altra un gilet sbottonato con sotto solo un reggiseno), ritenute non consone al ruolo istituzionale attribuito all'epoca alle annunciatrici della TV pubblica italiana.
Nel dicembre del 1998 scoprì di avere un tumore alle ovaie in fase già avanzata, così decise di lasciare la Rai, dimettendosi dall'incarico nella primavera successiva. Non confessò la gravità delle sue condizioni di salute neppure alle colleghe. Come raccontato da Rosanna Vaudetti e da Nicoletta Orsomando in un'intervista al settimanale Gente, le colleghe annunciatrici vennero a conoscenza della situazione solamente nella fase terminale, ma furono pregate dalle sorelle della Cori di rispettare il suo isolamento e di ricordarla «bella e allegra come è sempre stata» . Così nel 1999 la Cori lasciò il ruolo di annunciatrice per dedicarsi alla salute. Morì l'anno successivo in una clinica privata romana, all'età di 56 anni. È sepolta nel cimitero di Osimo nella tomba di famiglia.

## Discografia

### 45 giri
- 1980 – La Piccola Lulù/Lulù Boy Scout (WEA Italiana, T 18422)